# Route européenne 576
Pour les articles homonymes, voir E576 et Route 576.
La route européenne 576 est une route reliant Cluj-Napoca à Dej.